# Рехтін Антон Сергійович
Антон Сергійович Рехтін (рос. Антон Сергеевич Рехтин; 15 вересня 1989, м. Новокузнецьк, СРСР) — російський хокеїст, нападник. Виступає за «Іжсталь» (Іжевськ) у Вищій хокейній лізі. 
Вихованець хокейної школи «Металург» (Новокузнецьк). Виступав за «Металург-2» (Новокузнецьк), «Кузнецькі Ведмеді», «Металург» (Новокузнецьк), «Єрмак» (Ангарськ), «Янтар» (Сіверськ). 